# 12606 Apuleius
(12606) Apulée, internationalement (12606) Apuleius, este un asteroid din centura principală de asteroizi.

## Descriere
12606 Apuleius este un asteroid din centura principală de asteroizi. A fost descoperit pe 24 septembrie 1960 la Observatorul Palomar de Cornelis Johannes van Houten, Ingrid van Houten-Groeneveld și Tom Gehrels. Asteroidul prezintă o orbită caracterizată de o semiaxă mare de 2,46 ua, o excentricitate de 0,26 și o înclinație de 5,8° în raport cu ecliptica.